# 口内射精
口内射精（こうないしゃせい）、口腔内射精（こうくうないしゃせい）は、性的パートナーの口内へ男性が射精する行為。主にフェラチオで行われる。

## 概説
オーラルセックスの一環として口内へ男性器を挿入したまま射精したり、口を開かせて口内に射精する行為。
主にアダルトビデオなどの性風俗メディア、ファッションヘルスなどの性風俗産業において、または性行為の終了方法として為されるものである。日本では、固有の風俗「ピンサロ」から誕生したと言われている。男性には、征服欲を伴う強いオ－ガズムを得られる手法とされるが、一般的には女性が好んですることはなく味覚から感じられる不快感や舌が痺れる感覚を嫌悪する女性も多い。

### アダルトビデオ
修正が行われるポルノ映画やアダルトビデオなどでより激しいエロティシズムの演出方法として顔射などと並んで使用される傾向にある。
- バリエーション
  - 女性が舌を大きく突き出した状態で舌の上に射精する行為を俗に舌上射精と呼ぶ。普通に口内射精しても状況によっては舌の上にたまるため区別は曖昧である。一般的には、相手が口を開け大きく舌を出し、男性がその舌に向けて射精する行為を言う。欧米では顔、口、舌という明確な区分は無く、すべて顔面行為（Facial）としてまとめられている。
  - 口腔に精液を留めたまま接吻して射精した男性へ口移しすることは、「ザーメンキス」英語で Snowballing と俗称される。
  - 飲精。欧米のスラングでは「gokkun」として定着している。

## 飲精による身体への影響
精液はコルチゾール、エストロン、オキシトシン、セロトニンなど興奮作用や抗うつ効果を有する物質を含み、経口摂取した場合に一定の快感が科学的に期待できる。精液は、尿道を経由して射精されるために嫌悪感を持つ女性が多く、体液であるため口腔内や齲歯などの傷から感染症の恐れがある。